# Viação Rubanil
Viação Rubanil foi uma empresa brasileira de transporte coletivo urbano da cidade do Rio de Janeiro. Era uma concessionária municipal, sendo filiada à Rio Ônibus.
A empresa foi fundada em 1962 pelos sócios Macário Duarte Soares Paiva e José Ferreira. Em 1970, entrou na sociedade, Manuel dos Santos Pereira.
Pertencente ao Grupo Rubanil, que era composto da própria Viação Rubanil, além da Viação Madureira Candelária. Sua sede era localizada no bairro da Pavuna, no Rio de Janeiro/RJ, assim como as demais empresas do grupo, que juntas somavam mais de mil colaboradores.
Sua antiga pintura era idêntica a da Transportes América. Após a padronização imposta pelo poder público municipal em 2010, deixou suas cores originais e passou a adotar a pintura do Consórcio Internorte.
Devido a dificuldades financeiras e greve de funcionários, encerrou suas atividades em maio de 2018.